# Robert Anderson Van Wyck
Robert Anderson Van Wyck (New York, 20 luglio 1849 – Parigi, 14 novembre 1918) è stato un politico statunitense, 91° sindaco di New York.